# Białak śnieżysty

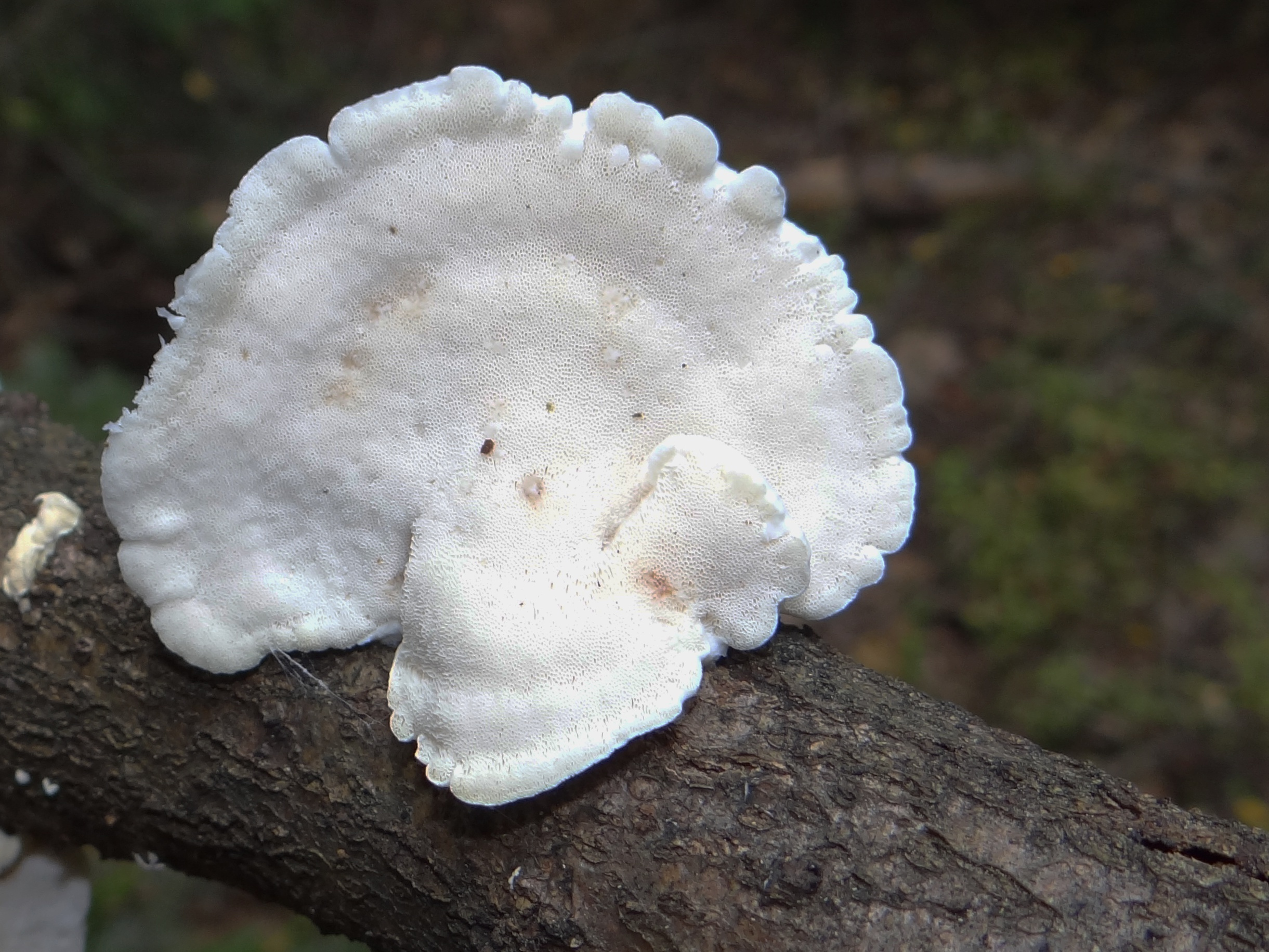
Dolna strona owocnika Tyromyces chioneus

Białak śnieżysty (Tyromyces chioneus) (Fr.) P. Karst. – gatunek grzybów z rzędu żagwiowców (Polyporales).

## Systematyka i nazewnictwo
Pozycja w klasyfikacji: Tyromyces, Incrustoporiaceae, Polyporales, Incertae sedis, Agaricomycetes, Agaricomycotina, Basidiomycota, Fungi.
Po raz pierwszy został zdiagnozowany przez E. Friesa w 1815 r. jako Polyporus chioneus, do rodzaju Tyromyces przeniósł go Petter Karsten w 1881 r
Synonimów łacińskich ma kilkanaście. Niektóre z nich:

- Leptoporus chioneus (Fr.) Quél. 1886
- Polyporus chioneus Fr. 1815
- Polystictus chioneus (Fr.) Gillot & Lucand 1890
- Tyromyces albellus (Peck) Bondartsev & Singer 1941

Nazwę polską zaproponował W. Wojewoda w 2003 r. W polskim piśmiennictwie mykologicznym gatunek ten opisywany był przez F. Błońskiego jako żagiew śnieżysta, przez S. Domańskiego jako białak bielutki.

## Morfologia
Owocniki
Jednoroczne. Kształt półkolisty lub prawie kolisty, czasami resupinowaty, do podłoża przyrośnięty dość słabo. Trzonu brak. Rozmiar: 2–8 × 3–10 cm, grubość 1–3,5 cm. Powierzchnia u młodych owocników omszona i biała, u starszych naga, żółtawa, w końcu szarzejąca. Skórka cienka, daje się odróżnić od miąższu dopiero po wyschnięciu.
Hymenofor
Rurkowaty. Pory okrągłe lub niemal okrągłe, ale mogą być także wydłużone i labiryntowate. Mają średnicę 0,2—0,3 mm, na jednym mm mieści się ich 3-4.
Miąższ
Miękki, nieco ziarnisty, wodnisty, soczysty i dość kruchy. Barwa biała i nie zmienia się po uszkodzeniu. Nie posiada wyraźnego smaku ani zapachu. Po wysuszeniu staje się twardy i kruchy.
Cechy mikroskopowe
Wysyp zarodników biały. Zarodniki cylindryczne, nieco wygięte, gładkie, o rozmiarach 4,5 × 1,5–2 μm, nieamyloidalne. Pod wpływem KOH stają się szkliste. Podstawki o rozmiarach 4,5–10 μm. W hymenium brak cystyd, występują jednak niedojrzałe cystydy.

## Występowanie
Występuje wokółbiegunowo na półkuli północnej, na obszarach o umiarkowanym klimacie w Ameryce Północnej, Azji i w Europie. Rośnie w lasach, na drewnie drzew liściastych, szczególnie na martwych gałęziach drzew, głównie na olszach, brzozie brodawkowatej, grabach, buku i dębach. W Polsce owocniki wytwarza od lipca do września.

## Znaczenie
Grzyb niejadalny. Saprotrof wywołujący białą zgniliznę drewna. W badaniach laboratoryjnych stwierdzono występowanie substancji chemicznych hamujących rozwój wirusa HIV

## Gatunki podobne
- białak mleczny (Tyromyces lacteus) – bardzo podobny, makroskopowo odróżnia się tylko ziarnistym miąższem i dobrze rozróżnialną skórka na górnej powierzchni owocnika[4],
- drobnoporek mleczny (Postia tephroleuca).
- drobnoporek gorzki (Postia stiptica) – jest gorzki i rośnie na drzewach iglastych